# Lasmigona complanata
Lasmigona complanata är en musselart som först beskrevs av Barnes 1823.  Lasmigona complanata ingår i släktet Lasmigona och familjen målarmusslor.

## Underarter
Arten delas in i följande underarter:
- L. c. complanata
- L. c. alabamensis